# مارتین مریتا ایکس-۲۴ای
مارتین مریتا ایکس-۲۴ای (به انگلیسی: Martin Marietta X-24A) یک هواگرد ساختِ کارخانهٔ مارتین مریتا است. نخستین استفاده‌کنندهٔ این هواگرد نیروی هوایی ایالات متحده آمریکا بوده‌است. این هواگرد برای نخستین بار در ۱۷ آوریل ۱۹۶۹ میلادی مورد استفاده قرار گرفت.